# Bakgrunden till första världskriget
Bakgrunden till första världskriget är på väsentliga punkter ytterst omstridd, särskilt rörande skulden för dess utbrott. Fredsfördragen tillskrev de besegrade centralmakterna ensamma skulden till kriget (Versaillesfredens artikel 231 benämner konflikten som det "genom Tysklands och dess bundsförvanters angrepp påtvungna kriget"). Efter kriget användes denna påtvingade förklaring som grund för segrarstaternas skadeståndsanspråk på Tyskland och centralmakterna. 
De allierades krigspropaganda utvecklade tesen ytterligare genom att man menade att kriget skulle ha vållats av Tysklands påstådda målmedvetna strävanden efter "världsherravälde", som skulle ha kulminerat i ett överfall på fredliga grannar. I tysk officiell propaganda under kriget framställdes kriget såsom uteslutande vållat av de allierades lika långvariga och målmedvetna strävan att först "omringa" och sedan "förinta" Tyska riket, kulminerande i deras motstånd mot de tyska försöken att "lokalisera" den österrikisk-serbiska konflikten. Neutral objektiv uppfattning kan inte godta någondera av dessa förenklingar av skuldproblemet, eftersom första världskriget uppenbarligen framgått ur en mängd under lång tid hopade och det senaste årtiondet före krigsutbrottet mestadels förvärrade konflikter. Dessas sammanflätning och slutliga utmynnande i 1914 års kris man inte kan pålägga någon enskild person, regering eller nation hela ansvaret.

## Bismarcks allianspolitik

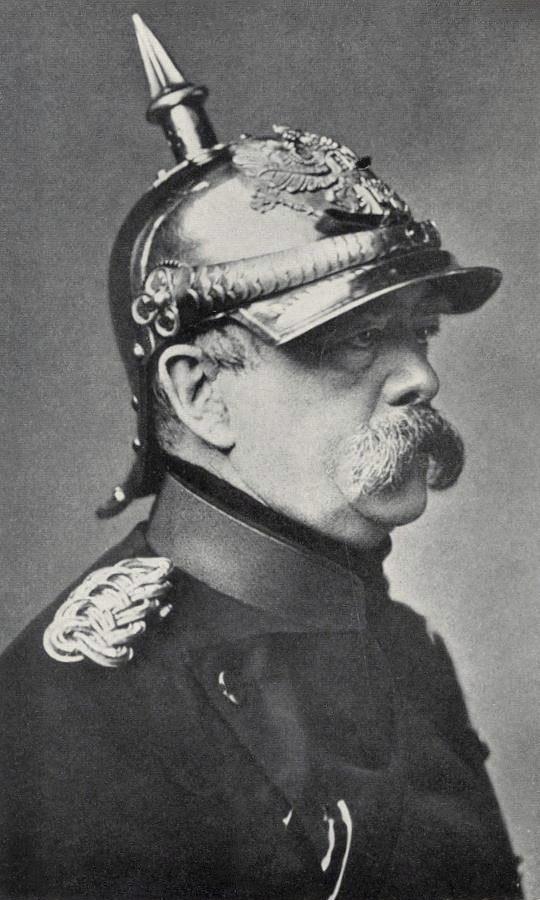
Bismarck i pickelhaube.

Efter det franska nederlaget i Fransk-tyska kriget slöts Frankfurtfreden år 1871. Denna fred gav Tyskland provinsen Elsass-Lothringen och efterlämnade i Frankrike en revanschstämning, som vid 1900-talets början alltjämt starkt påverkade fransk utrikespolitik. Medvetandet om detta framkallade i sin tur växande farhågor hos Tysklands utrikespolitiska ledning för en fransk-rysk allianspolitik mot tyskarna som skulle utsätta Tyskland för ett krig på två fronter och därvid hota själva det Tyska rikets tillvaro (le cauchemar des alliances, "alliansernas mara"). Strävan att avvärja denna eventualitet var kärnpunkten i Otto von Bismarcks statskonst som tysk rikskansler. Problemet försvårades när han efter Berlinkongressen 1878 måste räkna med en i Ryssland mycket inflytelserik panslavistisk åskådning, som gav Tyskland skulden för att Ryssland, efter det segerrika kriget mot Osmanska riket åren 1877-1878, på Berlinkongressen berövades en väsentlig del av segerns frukter. Särskilt harmades panslavistkretsarna över att Ryssland hindrats från att genomdriva sina planer på hegemoni över Balkanhalvön, utövad med hjälp av en grupp kristna Balkanstater som skulle vara beroende av Ryssland, och med tiden utmynnande i en med Rysslands utvidgningsplaner överensstämmande lösning av frågan om herraväldet över Konstantinopel, Bosporen och sundet vid Dardanellerna (Rysslands "historiska ideal").

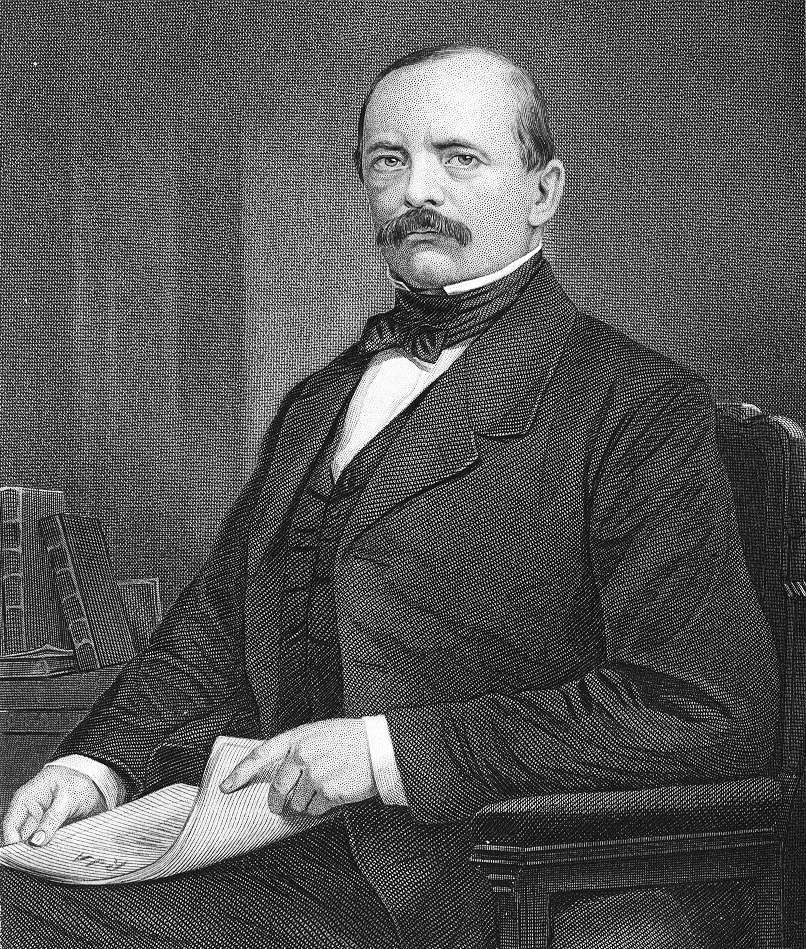
Otto von Bismarck (1815-1898), tysk rikskansler 1871-1890

Mot farorna från denna tyskfientliga panslavism sökte Otto von Bismarck skydda Tyskland genom förbundet med Österrike-Ungern som först grundades 7 oktober 1879 på 5 år. Det förnyades första gången 1883 och sedan 1902 automatiskt förlängt på 3 år åt gången med tvåårig uppsägningstid. Österrike-Ungern var för övrigt mer direkt hotat än Tyskland, genom de panslavistiska strävandena, som ytterst gick ut på avsöndring från dubbelmonarkin av alla dess av övervägande slaviska folkgrupper bebodda delar. I samband därmed stod dess Balkanpolitik i principiell motsats till den traditionellt ryska; dess mål var nämligen att hindra de kristna Balkanstaterna från att bli starka nog att utgöra en fara för den etnografiskt brokiga dubbelmonarkins sammanhållning. Förbundet 1879 mellan Tyskland och Österrike-Ungern stärkte militärt bägge kontrahenterna mot ryska angrepp, men innebar samtidigt för Tyskland ökad risk att på grund av rysk-österrikiska Balkankonflikter dras in i krig med Ryssland. Denna risk sökte Bismarck mildra genom ivrig omvårdnad av de gamla dynastiska förbindelserna mellan Preussen och Ryssland, genom att dämpande påverka den österrikiska Balkanpolitiken samt genom att i det längsta söka sammanhålla de tre kejsardömena i ett "trekejsarförbund", vars tillvaro även skulle utgöra en garanti mot ett för Tyskland farligt fransk-ryskt närmande. Sedan detta förbund definitivt sprängts 1887 ingick Bismarck samma år enbart med Ryssland det så kallade återförsäkringsfördraget, som bl.a. åt Tyskland garanterade välvillig rysk neutralitet vid ett franskt angreppskrig. Efter Bismarcks fall 1890 förnyades inte det samma år utlöpande fördraget.
Till Bismarcks system av försvarsallianser hörde slutligen trippelalliansen mellan Tyskland, Österrike-Ungern och Italien, ingången 20 maj 1882, förnyad 1887, 1891, 1896, 1902, 1907 och 1912. Genom denna förband sig Italien - i harmen över Frankrikes maktutvidgning i Tunisien 1881 - med de bägge centraleuropeiska kejsardömena och utfäste sig bland annat till hjälp åt Tyskland med hela sin krigsmakt vid ett "oprovocerat" franskt anfall och till välvillig neutralitet om Österrike-Ungern "utan provokation" anfölls av Ryssland. Dessutom lovade kontrahenterna varandra hjälp med hela sin krigsmakt, om en av dem, utan provokation från sin sida, anfölls av eller råkade i krig med två eller flera främmande stormakter. Det faktiska militära värdet av dessa italienska utfästelser var aldrig stort eller med säkerhet påräkneligt. Redan 1896 hade italienska regeringen förklarat att Italien till följd av sitt geografiska läge inte vid gemensamt anfall av Frankrike och Storbritannien mot en av de förbundna kunde ta upp kampen mot bägge västmakterna, och i händelse av österrikiskt anfallskrig mot Ryssland var Italien inte ens förpliktat till välvillig neutralitet. Dess generalstab meddelade 1912 att Italien inte kunde avvara de trupper som enligt tidigare plan var avsedda att vid förbundskrig utgöra vänstra flygeln på tyska västfronten mot Frankrike, utan att det ämnade insätta hela armén söder om Alperna längs kusten, och ett italienskt "återförsäkringsavtal" med Frankrike av 1902 gjorde även denna kvarstående utfästelse illusorisk. Värdet för bundsförvanterna av Italiens inträde och kvarstående i alliansen torde främst ha bestått däri att Österrike, så länge alliansen med Italien ägde bestånd, var i händelse av anfall från Ryssland skyddat mot italienskt angrepp i ryggen samt att alliansens tillvaro i någon mån dämpade den mot Österrike riktade italienska irredentiströrelsen (se Italia irredenta).
Trippelalliansen kompletterades 30 oktober 1883 genom ett fördrag mellan Österrike-Ungern och Rumänien, till vilket Tyskland anslöt sig samma dag och Italien 15 maj 1888. I dessa fördrag, som förnyades 1892, 1896, 1902 och 1913, utlovades ömsesidig hjälp vid oprovocerat anfall av tredje makt och militär samverkan mot anfallshot, allt närmare reglerat genom militärkonventioner.

## Fransk-rysk allians
Trippelalliansens konstrikt uppförda försvarsbyggnad kom med tiden att visa sig långt mindre hållfast än dess upphovsman hoppats; andra maktsammanslutningar uppkom och invecklades i allt svårare konflikter med de båda ledande trippelalliansmakterna. Efter en period av isolering och inre oreda framträdde Frankrike från 1880-talets början åter som stormakt. Jules Ferry grundlade ett nytt och vidsträckt franskt kolonialvälde; hans ministärs fall 1885 vållades delvis av farhågor för att de nya företagen i avlägsna länder skulle leda till uppgivande av tanken på Alsace-Lorraines återförvärvande, i all synnerhet som Bismarck uppenbarligen gynnat den franska kolonialexpansionen såsom en avledare från europeiska konflikter. Med boulangismen kom därefter åter revanschtanken till heders, och närmandet mellan franska revanschivrare och ryska panslavister antog demonstrativa former. Bismarck avvisade emellertid ett tyskt militärpartis yrkande på preventivkrig mot Frankrike medan det ännu var isolerat och inte återvunnit sin militära styrka. Han sökte även genom eftergifter åt Ryssland i Balkanfrågor motverka panslavisternas tyskfientliga inflytande på ryska regeringen, men indirekt främjade han oförsiktigt det fransk-ryska närmandet genom att 1887 stänga den tyska marknaden för ryska låneförsök, varpå 1888 följde avslutandet av det första stora ryska lånet på Parisbörsen.
Då 1890 det rysk-tyska "återförsäkringsfördraget" inte förnyades och Bismarcks störtande samma år berövat trippelalliansen en betydlig del av dess prestige samt Frankrike efter en ny period av snabbt växlande ministärer ånyo börjat återfå inre stadga låg fältet öppet för avslutandet av en av det finansiella närmandet förberedd fransk-rysk allians. Den föregicks av ett franskt eskaderbesök i Kronstadt i juli 1891. Sedan följde förhandlingar som resulterade i en brevväxling mellan ryske utrikesministern Nikolaj von Giers, ryske ambassadören i Paris Arthur von Mohrenheim och franske utrikesministern Alexandre Ribot (21 augusti och 27 augusti 1891). I dessa alliansgrundläggande brev konstaterades båda regeringarnas avtal att rådslå om alla frågor som kunde hota den allmänna freden och att vid krigsfara omedelbart överenskomma om därav föranledda samtidiga säkerhetsåtgärder. Denna "entente" supplerades sedan genom ett av franske vice generalstabschefen general Raoul Le Mouton de Boisdeffre och ryske generalstabschefen Nikolaj Obrutjev 17 augusti 1892 undertecknat "förslag till militärkonvention", vilket fick gällande kraft först genom en brevväxling mellan Giers och franske ambassadören i Sankt Petersburg, markis de Montebello (27 december 1893, 4 januari 1894). 

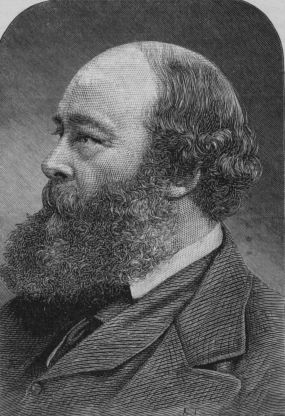
Robert Gascoyne-Cecil Salisbury (1830-1903), brittisk premiärminister 1885–1886, 1886–1892 och 1895–1902, samt utrikesminister 1885–1886, 1887-1892 och 1895-1900.

I militärkonventionen avtalades ömsesidig krigshjälp om Frankrike anfölls av Tyskland eller av Italien med stöd av Tyskland samt om Ryssland anfölls av Tyskland eller av Österrike med stöd av Tyskland, varjämte Frankrike och Ryssland förpliktade sig till omedelbar mobilisering om trippelalliansens makter eller en av dem mobiliserade. Avtalet skulle äga giltighet så länge trippelalliansen bestod. Såsom en allians omtalades dessa avtal av 1891 och 1893-1894 första gången offentligt i ett skåltal av kejsar Nikolaj II vid president Félix Faures besök i Ryssland 1897 (nos nations amies et alliées, "våra vänskapliga och förbundna nationer"). De bekräftades vid franske utrikesministern Théophile Delcassés besök i Sankt Petersburg 1899 genom en brevväxling mellan honom och ryske utrikesministern Michail Muravjov 9 augusti 1899 med den ändring att militärkonventionen skulle äga giltighet lika länge som det diplomatiska avtalet, vilket samtidigt vidgades till att utom fredens bevarande även gälla "upprätthållandet av jämvikten mellan de europeiska makterna". Slutligen fogades 16 juli 1912 till militärkonventionen även en marinkonvention om flottornas samverkan vid alla av alliansen förutsedda eventualiteter och förberedelse därtill redan under fredstid.

## Storbritanniens anslutning till den fransk-ryska alliansen
Storbritanniens politik var under trippelalliansens båda första årtionden vänskaplig mot den, medan däremot dess förhållande till Ryssland grumlades av konflikter i Asien (krigsfara 1885, "Penjdehepisoden"), och grannsämjan med Frankrike stördes bl.a. av rivalitet i Egypten och konflikter i Afrika (krigsfara 1898, "Fashodaaffären"). Med Italien och Österrike-Ungern växlade den brittiske utrikesministern lord Salisbury 1887 noter om bevarande av status quo i Medelhavet och Svarta havet med mera, och detta Storbritanniens närmande till trippelalliansen bidrog i sin mån till att göra Ryssland benäget för entente eller allians med Frankrike.

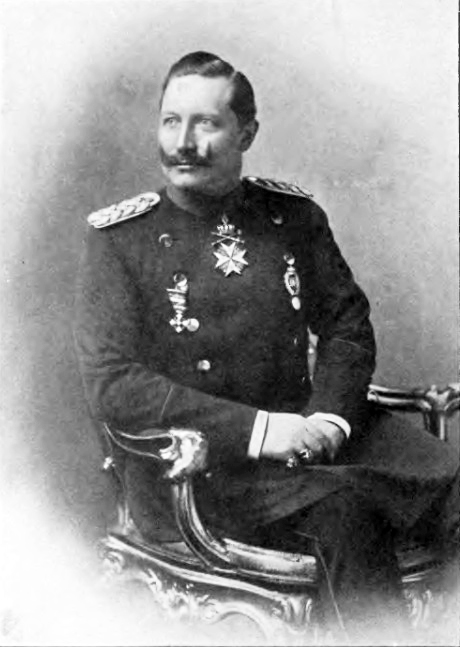
Vilhelm II (1859-1941), tysk kejsare 1888-1918.

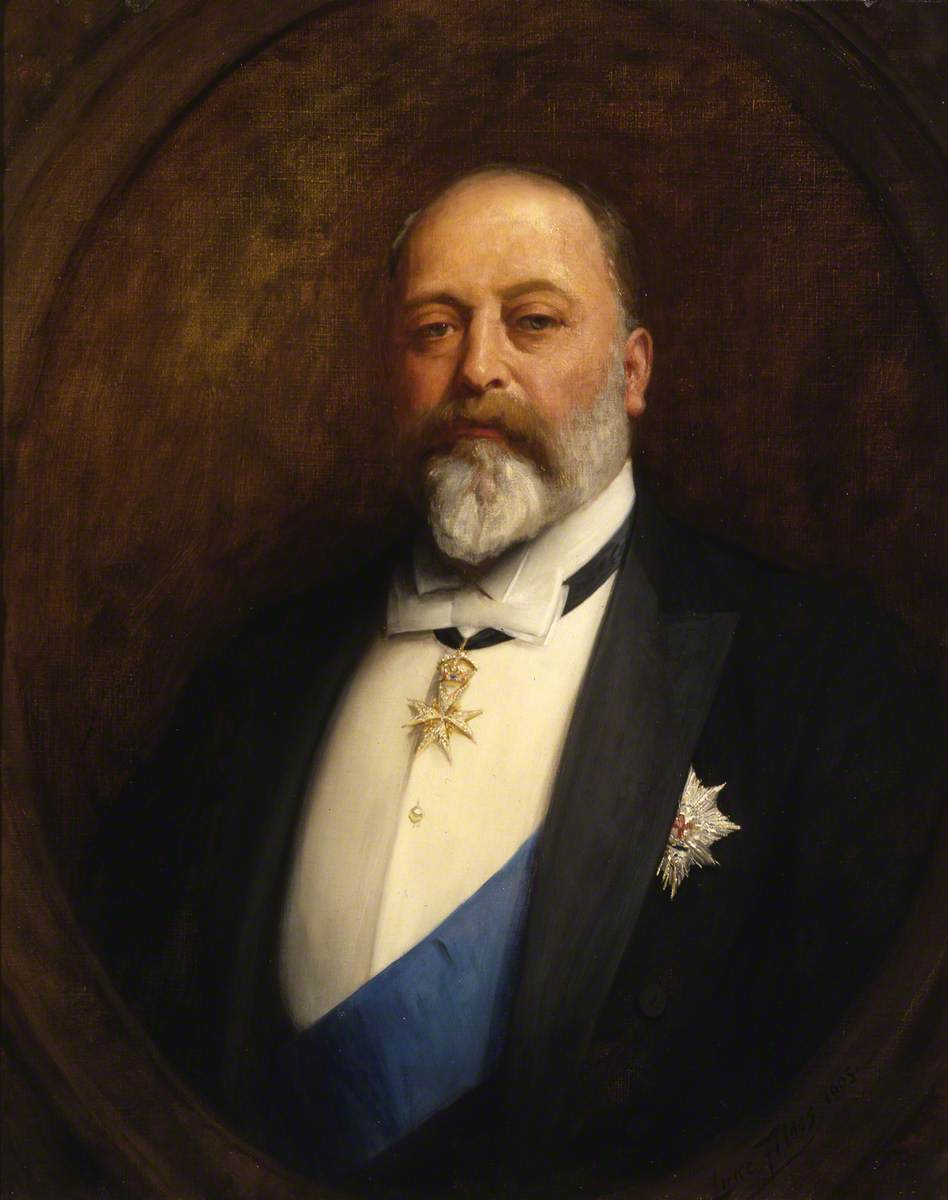
Edvard VII (1841-1910), brittisk kung 1901–1910.

Den brittisk-tyska vänskapen, vars utveckling till allians Salisbury övervägt, började på 1890-talet undermineras genom inflytelserika engelska kretsars bekymmer över den raskt utvecklade tyska storindustrins konkurrenskraft på världsmarknaden. Dessa strömningar stärktes genom Tysklands försök till inblandning i Storbritanniens konflikt med Transvaal ("Krügertelegrammet", 3 januari 1896). Vilhelm II:s personliga stöd för Storbritannien under andra boerkriget (1899-1902) förmådde inte förta intrycket av tyska pressens och allmänhetens lika demonstrativa sympatier för boerna. Personlig motvilja mellan Vilhelm II och Edvard VII bidrog till att öka kölden mellan de båda regeringarna. Upprepade försök av Joseph Chamberlain att förbereda en brittisk-tysk allians genom ett tal i Leicester 30 november 1899 och diplomatiska trevare 1901 avvisades av den tyska regeringen, dels av bekymmer för ett sådant stegs återverkan i Ryssland, dels av hänsyn till den under boerkriget skärpta misstämningen mellan tysk och brittisk folkmening. Storbritannien, som kände behov av att komma ut ur sin isolering ("splendid isolation"), gick då andra vägar.
Storbritannien ingick allians med Japan 30 januari 1902 (förnyad 1905 och 1911 och automatiskt förlängd på ett år 1921), som möjliggjorde Japans segerrika krig med Ryssland 1904-1905, och en rad överenskommelser med Frankrike, fransk-brittiska ententen av 8 april 1904, som innebar uppgörelse av alla gamla fransk-brittiska tvistefrågor (Egypten, Marocko med mera). Genom att Frankrike i Marocko erhöll fria händer och löfte om brittiskt stöd för sin politik ökade indirekt spänningen mellan Frankrike och Tyskland. Denna spänning förvärrades genom kejsar Vilhelms¨demonstrativa besök i Tanger 31 mars 1905 och där hållna tal om sitt erkännande av Marockosultanens oavhängighet. Då franske utrikesministern Théophile Delcassé vidhöll sin marockanska interventionspolitik inträdde en svår kris, vilken emellertid löstes genom Delcassés avgång 6 juni 1905 och Frankrikes antagande av det tyska förslaget om internationell konferens i Marockofrågan. På denna konferens i Algeciras januari-februari 1906 vann Frankrike med stöd särskilt av Storbritannien och Italien en diplomatisk seger, som bland annat försvagade Tysklands prestige i den islamiska världen.
Delcassé uppgav efter sin avgång att Storbritannien under krisen skulle ha utlovat hjälp till lands och sjöss i händelse av tyskt krig med Frankrike, och i januari 1906 gav den nye brittiske utrikesministern Edward Grey sitt samtycke till regelbundet fortgående meningsutbyten mellan brittiska och franska militärer rörande formerna för samverkan i händelse av tyskt krig med Frankrike, ett steg som väsentligt ändrade den brittisk-franska ententens ursprungliga karaktär och gav den en udd, om vilken parlament och allmänhet i Storbritannien var omedvetna. Samma år ägde även de första militära brittisk-belgiska meningsutbytena rum rörande en brittisk expeditionskårs samverkan med belgiska armén i händelse av kränkning (under tysk uppmarsch mot Frankrike) av Belgiens neutralitet.

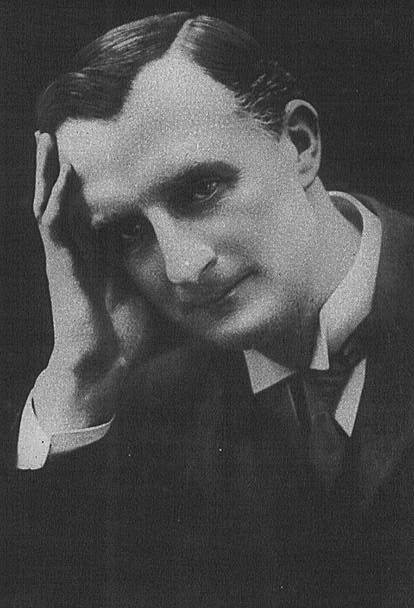
Edward Grey (1862-1933), brittisk utrikesminister 1905–1916.

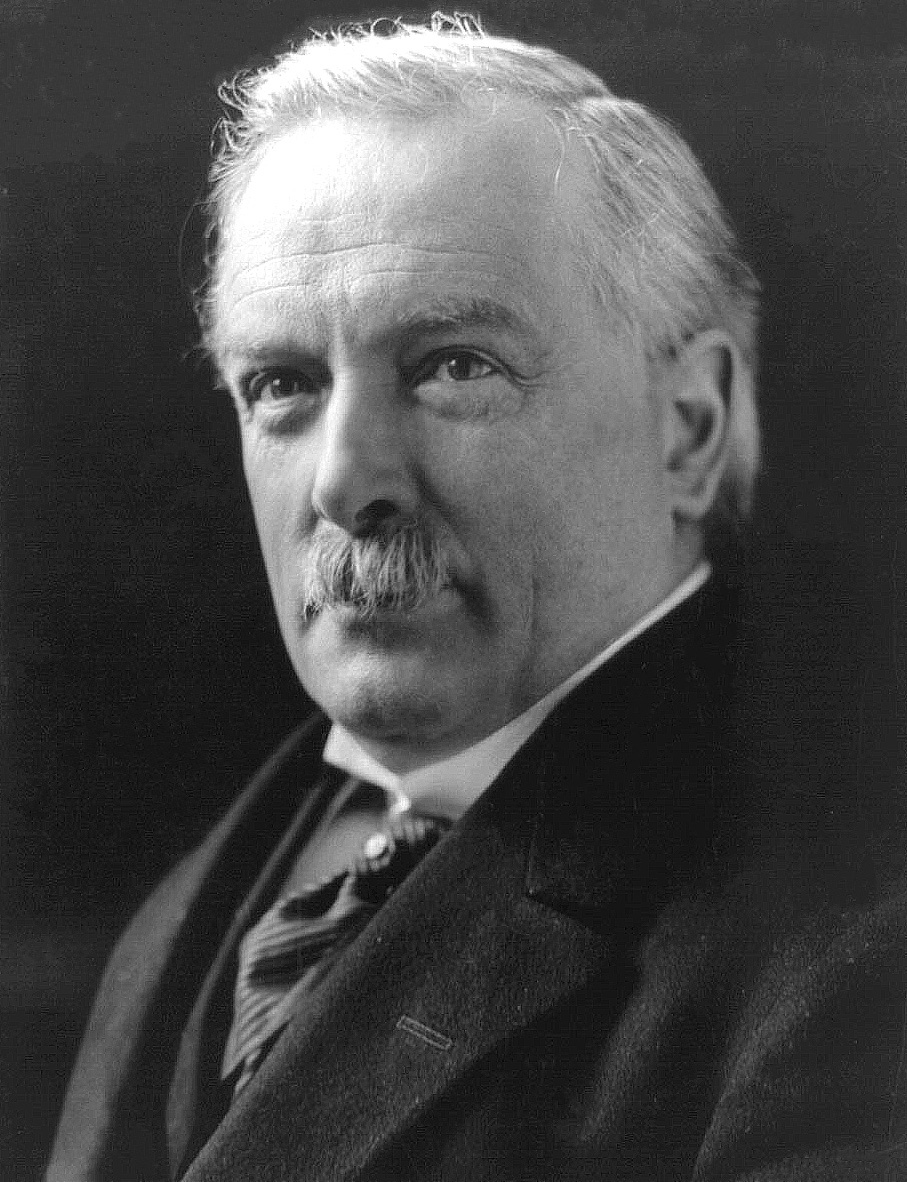
David Lloyd George (1863-1945), brittisk handelsminister 1905-1908, finansminister 1908-1915 och premiärminister 1916-1922.

Vid nästa svåra Marockokris, Agadiraffären i juli 1911, gavs synnerligen starkt brittiskt diplomatiskt stöd åt Frankrike genom krigshot mot Tyskland i ett tal av David Lloyd George 21 juli, och året därpå utvecklades ytterligare ententen genom en brevväxling mellan Grey och franske ambassadören Paul Cambon 22 november 1912. I denna betonades visserligen Storbritanniens fulla handlingsfrihet vid ett krigsutbrott, men samtidigt avtalades - i ordalag som erinrar om den fransk-ryska alliansens grundläggande dokument från augusti 1891 - om överläggningar vid krigsfara och gemensamma åtgärder för att "hindra anfall och bevara fred" samt om möjligheten av att dessa åtgärder skulle innebära "aktion" på grundval av de båda generalstabernas tidigare uppgjorda planer. Ett par månader tidigare (i september samma år) hade överenskommits att brittiska flottan i fråga om fredsförläggning skulle koncentreras i Nordsjön, den franska i Medelhavet, en uppdelning som innebar viss gemensamhet i sjöförsvaret och till tiden nära sammanföll med den i juli samma år ingångna fransk-ryska marinkonventionen. Trippelalliansens svar blev en marinkonvention som stadgade gemensamma operationer i Medelhavet av de tyska, italienska och österrikiska sjöstridskrafterna där, bland annat för skyddande av Adriatiska havet och förhindrande av franska kolonialtrupptransporter från Afrika.
Ryssland hade utgått betydligt försvagat ur kriget med Japan, i all synnerhet som inre oroligheter därefter för flera år framåt förlamat dess utrikespolitik. Vilhelm II hade under kriget ådagalagt mycket välvillig neutralitet, så att Ryssland inte behövt tänka på att försvara sin västgräns, och han begagnade sig av den misstämning mot Storbritannien som hos Nikolaj II framkallats av Doggers bank-episoden för att föreslå Ryssland ett förbund; efter lång skriftväxling avtrugade han vid ett personligt möte på Björkö 24 juli 1905 Nikolaj II:s underskrift på ett närmast mot Storbritannien riktat hemligt fördrag om ömsesidig hjälp vid angrepp på endera kontrahenten av någon europeisk stat samt om förslag till Frankrike att biträda förbundet, vilket skulle träda i kraft först vid Rysslands fredsslut med Japan. Genom de ryska ministrarna Vladimir Lamsdorffs och Sergej Wittes föreställningar om detta Björköfördrags oförenlighet med fransk-ryska alliansen förmåddes dock snart den vankelmodige Nikolaj II att annullera det nya fördraget innan det ännu trätt i kraft. I stället bestämde sig Ryssland under fransk påverkan för en uppgörelse med Storbritannien om Persien, Tibet och Afghanistan, brittisk-ryska ententen av 30 augusti 1907, och detta avtal följdes av ett möte mellan Edvard VII och Nikolaj II på Revals redd juni 1908, varvid bland annat förberedande förhandlingar fördes om närmande i de båda staternas Balkanpolitik. Storbritannien gav kort därefter upp sitt traditionella motstånd mot Dardanellsundens öppnande för ryska krigsfartyg (brittiskt memorandum av 18 oktober 1908). Från Revalmötet kan man räkna den tryggade tillvaron av den med trippelalliansen rivaliserande trippelententen (Frankrike, Ryssland, Storbritannien), som dock inte sammanhölls av något alla tre staterna gemensamt förpliktande diplomatiskt aktstycke.

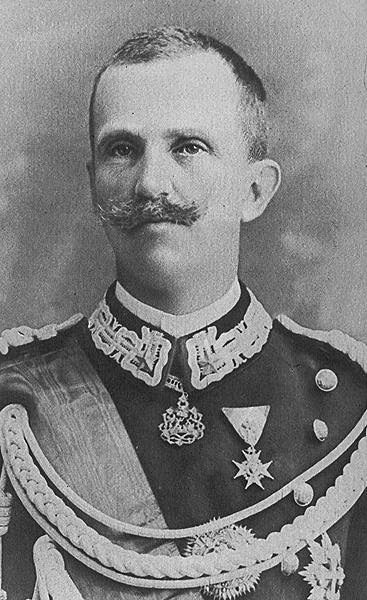
Viktor Emanuel III (1869-1947), kung av Italien 1900-1946.

De båda stormaktsförbunden stod hädanefter mot varandra som två, trots alla fredsbedyranden, fientliga läger, varvid dock är att märka, att Italien allt tydligare förberedde sin övergång från trippelalliansen till motsidan. I ett krig med Storbritannien hade det aldrig varit att påräkna och med Frankrike ingick det i december 1900 och i november 1902 avtal som gav det fria händer i Tripolis och tryggade Frankrike mot varje italiensk medverkan vid ett tyskt krig med Frankrike. Ett italiensk-ryskt närmande ägde rum vid kejsar Nikolaj II:s besök hos kung Viktor Emanuel III i Racconigi (23-24 oktober 1909) varvid Italien och Ryssland utfäste sig bland annat till ömsesidigt välvillig hållning, Italien mot de ryska intressena vid Dardanellerna, Ryssland till de italienska i Tripolis.

## Stigande spänning mellan de två stormaktsgrupperna
Spänningen mellan stormaktsgrupperna kom allt tydligare till synes i den serie Balkankriser som fyllde perioden från 1908 till första världskrigets utbrott. Då den ungturkiska statsvälvningen (juli 1908) tycktes förebåda målmedvetet arbete för konsolidering av Osmanska riket, skyndade Österrike-Ungern att formligen med monarkien införliva de sedan 1878 till namnet blott för sultanens räkning "förvaltade" de forna osmanska landsdelarna Bosnien och Hercegovina (4 oktober 1908), och Bulgarien, där sultanens "suveränitet" länge likaledes varit en tom form, förklarade sig 5 oktober 1908 fullt oberoende. Ententemakterna protesterade mot dessa ensidiga förändringar i 1878 års Berlintraktat och krävde alla hithörande frågors reglering på en konferens av Berlinfredens signatärer, där deras skyddslingar bland Balkanstaterna skulle kunna få "kompensationer" för Österrike-Ungerns och Bulgariens makttillväxt och Ryssland hoppades genomdriva Dardanellfrågans lösning enligt dess aldrig övergivna riktlinjer, österrikiske utrikesministern Alois Lexa von Aehrenthal motsatte sig ihärdigt konferensplanerna och lyckades genom utrymning av sandjaket Novibazar och andra eftergifter erhålla Osmanska rikets godkännande av Bosniens nya ställning (februari 1909). I Serbien, vars av Ryssland omhuldade utvidgningsplaner omfattade även Bosnien och Hercegovina, steg då upphetsningen därhän att krig med Österrike syntes hota. Ryssland, som ännu var för svagt att för dessa serbiska önskemål riskera krig med trippelalliansen, nödgade därför serbiska regeringen att dämpa tonen, men vidhöll jämte Frankrike och Storbritannien konferenskravet.
Tyskland föreslog då som kompromiss den bosniska frågans lösning genom notväxling mellan stormakterna, vilkas rätt till medverkan vid ändringar i Berlintraktaten därigenom erkändes, men tyske ambassadören i Sankt Petersburg, Friedrich von Pourtalès, tillfogade 23 mars 1909 att avslag eller undvikande svar på medlingsförslaget skulle medföra att Tyskland "lämnade sakerna fritt lopp", vilket betydde österrikisk invasion av Serbien med åtföljande tysk vapenhjälp åt Österrike, om det av denna anledning utsattes för krig med Ryssland. Inför denna påtryckning gav Ryssland efter, den bosniska annexionen erkändes av stormakterna och av Serbien, som därjämte 31 mars nödgades i en särskild förklaring lova att "ändra riktningen av sin hittillsvarande politik mot Österrike-Ungern" till fredlig grannsämja. Detta diplomatiska nederlag för ententen eggade särskilt den fransk-ryska diplomatin till intensiva ansträngningar för trippelententens fastare inre konsolidering och tillväxt i militär styrka med tanke på framtida liknande kraftmätningar.
Mångenstädes påskyndades de närmaste åren förverkligandet av gamla erövringsplaner på Osmanska rikets bekostnad, innan ungturkarna skulle hinna reorganisera sin armé och flotta. Sålunda började Italien plötsligt krig i september 1911 och nödgade osmanerna att genom freden i Ouchy-Lausanne 15 oktober 1912 avträda de nordafrikanska provinserna Tripolis och Cyrenaica (se Tripoliskriget). De kristna Balkanstaterna Serbien, Montenegro, Bulgarien och Grekland gick i oktober 1912 till gemensamt anfall mot Osmanska riket och erövrade inom kort nästan hela dess europeiska område utom östra Tracien med Konstantinopel. Bulgariska arméns frammarsch mot Konstantinopel i november föranledde Rvssland att bebåda en flottintervention för bevakning av dess intressen vid Sunden, och serbernas samtidiga frammarsch genom Albanien mot Adriatiska havet framkallade överhängande fara för en motsvarande österrikisk intervention. Vid Çatalcalinjen hejdades bulgarerna, varför den ryska interventionen uteblev, men frågan om Serbiens tillträde till havet vållade i stället överhängande europeisk krigsfara. Tyskland och Italien stödde nämligen Österrikes fasta beslut att med alla medel hindra denna serbiska landutvidgning, och Frankrike yrkade 4 november på gemensam rysk-fransk-brittisk aktion för att hindra varje österrikisk landutvidgning på Balkanhalvön. Sven Hedin pratade i oktober 1912 om ett oundvikligt krigsutbrott på Balkan och att ett världskrig inte var långt borta, Ryssland längtade efter Dardanellerna, England ville stänga dessa och skydda Suezkanalen och Indien, Österrike trängtade efter Saloniki, Tyskland hade intressen i Mindre Asien, Anatoliska järnvägen m.m.
Krigsfaran avvärjdes genom Frankrikes och Storbritanniens vägran att riskera krig för de serbiska anspråken på kustland vid Adriatiska havet, och Ryssland fann sig då föranlåtet att i en skarp ton den 11 november meddela Serbien att det inte ämnade "föra krig med trippelalliansen för frågan om serbisk hamn vid Adriatiska havet", utan att det var nödvändigt att upprätta "en strandstat Albanien". På denna grundval enades stormakterna att på en ambassadörskonferens i London medla fred på Balkanhalvön. Konferensen samlades den 16 december och ledde till preliminärfred mellan Balkanstaterna och Osmanska riket den 30 maj 1913. Makterna enades om att upprätta en oberoende albansk stat, som utestängde Serbien från havet, men vid flera tillfällen under 1913 hotades freden genom Serbiens och Montenegros envisa obenägenhet att utrymma albanskt område. Därtill kom att Österrike, då Bulgarien i juli 1913 råkat i krig med sina bundsförvanter om bytet från Osmanska riket och därvid anfölls i ryggen av Rumänien, av oro för ytterligare serbisk landtillväxt ville, i nödfall med tillgripande av vapenmakt, framtvinga för Bulgarien lindrigare fredsvillkor än dem det sedan fick underkasta sig i freden i Bukarest 10 augusti 1913. Det var tysk och italiensk påtryckning som då höll Österrike tillbaka, så att den ånyo allvarligt hotade världsfreden för den gången räddades.

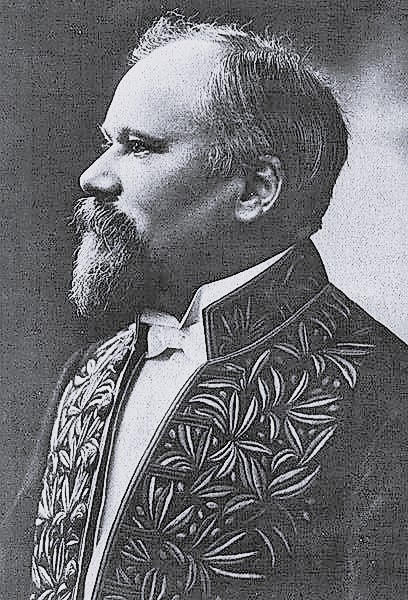
Raymond Poincaré (1860-1934), Frankrikes president 1913-1920, konseljpresident 1912-1913, 1922-1924 samt 1926-1929

Nästa allvarliga krigsfara vållades därigenom att osmanska regeringen designerade den tyske generalen Otto Liman von Sanders inte bara till generalinspektör för den osmanska armén (engelske amiralen Limpus innehade motsvarande ställning vid osmanska flottan), utan även till befälhavare över första osmanska armékåren, till vars förläggningsområde även Konstantinopel hörde. Förbittringen i Sankt Petersburg och Paris var stor, men krisen avvecklades genom tysk partiell eftergift: Liman von Sanders avstod i januari 1914 formellt från armékårsbefälet, men kvarstod som generalinspektör med ledningen av de osmanska militärskolorna.
De nya maktförhållandena på Balkanhalvön, särskilt Serbiens tillväxt i omfång och militär styrka, försvagade i hög grad Österrike-Ungerns förmåga att vid krigstillfälle effektivt bispringa Tyskland, allra helst som fransk och rysk propaganda i Rumänien gjort dess bundsförvantskap opålitligt och en växande rumänsk irredentiströrelse inriktades på rumänskt förvärv av Siebenbürgen. Dessa omständigheter var huvudskälen till den arméreform som genomfördes i Tyskland 1913. Den framkallade emellertid i Frankrike livlig oro och besvarades där samma år med återinförande av den treåriga värnpliktstiden, vilken åtgärd möjligen ställts i utsikt redan under förhandlingarna vid dåvarande franske konseljpresidenten Raymond Poincarés besök i Ryssland 1912, då bland annat rask förbättring av Rysslands strategiska järnvägsnät vid dess västgräns avtalades.
Mellan Storbritannien och Tyskland gjordes 1912 på tyskt initiativ ett försök att genom direkta förhandlingar åstadkomma en avspänning. Under och efter lordkanslern lord Haldanes besök i Berlin i februari 1912 förhandlades utan resultat om inställande av tävlingen i flottrustningar (se även första världskriget till sjöss), och tyska regeringen föreslog ett avtal om ömsesidig neutralitet och bemödanden för konfliktens lokalisering, i fall endera parten invecklades i krig med en eller flera makter. Storbritannien ville dock inte gå längre än till ömsesidig utfästelse att inte företag oprovocerat anfall mot andra parten samt att inte delta i någon aggressiv plan eller kombination mot denna eller i någon marin eller militär kombination med annan makt i sådant syfte. Förhandlingarna om rustningsminskning till sjöss strandade på tyske sjöministern Alfred von Tirpitz' motstånd, försöket att förmå Storbritannien att utlova obetingad neutralitet på dess farhågor för att Tyskland vid krig mot Frankrike skulle genom besättande av franska nordkusthamnar hota Storbritanniens sjöherravälde vid Engelska kanalen. Emellertid banades väg för en uppgörelse i fråga om de båda makternas afrikanska besittningar och inflytande i Portugals afrikanska kolonier samt om Bagdadbanans fullbordande; hithörande avtal var vid första världskrigets utbrott 1914 färdiga att undertecknas.
Å andra sidan inlät sig Storbritannien på förhandlingar om en våren 1914 genom fransk bemedling vid kung Georg V:s och Edward Greys besök i Paris från ryskt håll föreslagen brittisk-rysk marinkonvention. Ryssland hade samtidigt förordat trippelententens konsolidering till en formlig ny trestatsallians; detta avböjdes av Grey, som däremot gick med på förhandlingar om en marinkonvention och på att de fransk-brittiska avtalen av 1912 officiellt delgavs Ryssland (22 maj). Det ryska, vid en förberedande konferens i London den 26 maj framlagda och preliminärt diskuterade förslaget till konvention gick bl.a. ut på att Storbritannien genom att fasthålla större delen av den tyska flottan i Nordsjön och genom att dirigera brittiska handelsfartyg till östersjöhamnar skulle underlätta ryska trupptransporter för en eventuell landstigning i Pommern. På brittiskt håll uppsköt man av hänsyn till den radikala underhusoppositionens besvärliga interpellationer förhandlingarna till sensommaren, och de hade sålunda vid första världskrigets utbrott inte hunnit över begynnelsestadiet. Efter skotten i Sarajevo ställde sig Ryssland på Serbiens sida.